# Resolució 1879 del Consell de Seguretat de les Nacions Unides
La Resolució 1879 del Consell de Seguretat de les Nacions Unides fou adoptada per unanimitat el 23 de juliol de 2009. Observant la recomanació del Secretari General Ban Ki-Moon i a petició del govern del Nepal, el Consell va decidir ampliar el mandat de la Missió de les Nacions Unides al Nepal (UNMIN) fins al 23 de gener de 2010.
Acollint amb satisfacció els progressos realitzat per ambdues parts en virtut de l'Acord de 25 de juny de 2008 entre el govern del Nepal i el Partit Comunista del Nepal (Maoista), el Consell convida a les parts a agilitzar el procés de pau i treballar plegats per a una solució duradora a llarg termini, inclosa la rehabilitació i la integració del personal de la guerrilla maoista. També demana al Secretari que informi sobre l'aplicació de la present resolució i sobre les condicions per a la finalització del mandat de la UNMIN abans del 30 d'octubre de 2009.